# Juzif
Juzif, auch Jouzef, Josef (arabisch يوزف, DMG Yūzif), ist ein Dorf südöstlich von Dschisr asch-Schugur im Gouvernement Idlib im Nordwesten von Syrien. Bei der Volkszählung 2004 hatte der Ort 3029 Einwohner.
Juzif liegt auf etwa 860 Meter Höhe auf dem kargen Hochland des Dschebel Zawiye (auch Dschebel Riha), dem südlichen Teil des nordsyrischen Kalksteinmassivs. Juzif liegt abgelegen am Kreuzungspunkt einiger kleiner Straßen wenige Kilometer südlich der Autobahn, die von Idlib über Dschisr asch-Schugur bis nach Latakia führt. Im Ort gibt es keine älteren Gebäudereste, das etwa acht Kilometer südöstlich gelegene al-Bara ist die größte Ruinenstadt des Berglandes aus byzantinischer Zeit. Einen Kilometer westlich beginnt der steile, verkarstete Abfall des Kalksteinmassivs bis auf die etwa 200 Meter hoch gelegene, fruchtbare Ebene des Ghab, die von dem hier kanalisierten Nahr al-Asi (Orontes) durchflossen wird. Eine schmale Serpentinenstraße führt durch lichten, jungen Nadelwald hinunter, in der Ebene weiter nach Norden und erreicht nach etwa zehn Kilometern im Ort Hamre die Autobahn.
Um Juzif gedeihen hauptsächlich Olivenbäume und in kleineren, von Lesesteinmauern abgegrenzten Parzellen auf roten Böden Mandelbäume, und als Winteranbaufrucht Weizen oder Gerste. Als Erwerbsquelle gibt es neben der Landwirtschaft nur einige Kleinbetriebe, die aus dem in der Umgebung gebrochenen und gemahlenen Kalkstein unter Zusatz von etwas eingeführtem Zement Wandbausteine herstellen. Die 15 Zentimeter breiten Kunststeine sind das übliche Baumaterial für Wohngebäude.